# Rinorea kisavuensis
Rinorea kisavuensis är en violväxtart som beskrevs av Taton. Rinorea kisavuensis ingår i släktet Rinorea och familjen violväxter. Inga underarter finns listade i Catalogue of Life.